# John Baillie-Hamilton, 13. Earl of Haddington

Wappen der Earls of Haddington

John George Baillie-Hamilton, 13. Earl of Haddington (* 21. Dezember 1941; † 5. Juli 2016) war ein britischer Peer und Politiker der Conservative Party.

## Leben
Baillie-Hamilton wurde im Dezember 1941 als Sohn von George Baillie-Hamilton, 12. Earl of Haddington, und Sarah Cook († 1995) geboren, als jüngeres von zwei Kindern. Er war der einzige Sohn. Er besuchte das Ampleforth College, das Trinity College in Dublin und das Royal Agricultural College. Er war als Fotograf tätig. Beim Bird Table wurde er Herausgeber. Tätig war er auch beim libanesischen Tourist Board und dem Patron Centre for Crop Circle Studies.
Nach dem Tod des Vaters 1986 erbte Baillie-Hamilton den Titel des Earl of Haddington im Alter von knapp 45 Jahren. Damit erlangte er auch den damals damit verbundenen Sitz im House of Lords. Diesen verlor er durch den House of Lords Act 1999. Für einen der verbleibenden Sitze trat er zwar an, belegte aber lediglich den 91. Platz seiner Partei. Für diese wurden 42 Sitze vergeben.
Baillie-Hamilton lebte auf dem Anwesen Mellerstain House in der Grafschaft Berwickshire. Der Hereditary Peerage Association gehört er nicht an.

## Familie
Am 19. April 1975 heirateten Baillie-Hamilton und Prudence Elizabeth Hayles. Diese Ehe wurde 1981 geschieden. Aus der zweiten, am 2. Dezember 1984 mit Susan Heyworth geschlossenen Ehe gingen drei Kinder hervor, zwei Töchter und ein Sohn.